# Austrotritia finlandica
Austrotritia finlandica är en kvalsterart som beskrevs av Wojciech Niedbała och Ritva Penttinen 2006. Austrotritia finlandica ingår i släktet Austrotritia och familjen Oribotritiidae. Inga underarter finns listade.